# Comtat de Cape May
Cape May és el comtat més meridional de l'estat de Nova Jersey, als Estats Units. Gran part del comtat es troba a la península península de Cape May, limitada per la badia de Delaware a l'oest i l'oceà Atlàntic al sud i a l'est. A la costa atlàntica hi ha cinc illes barrera on s'hi ha construït a bastament per a proveir l'allotjament i l'estiueig dels banyistes. El comtat de Cape May és un popular destí turístic amb 30 milles (48 km) de platges, que absorbeix visitants de Nova Jersey (i estats circumdants), amb una població estival que usualment supera els 750.000 habitants. S'estima que el 2023 rebé 11,6 milions de visitants els quals generaren una despesa turística anual de 7.700 milions de dòlars, convertint-la en el major sector productiu del comtat. Els negocis a l'entorn de l'oci i l'hostaleria són els principals ocupadors de Cape May. La seva seu de comtat és Cape May Court House adscrita a Middle Township. El comtat forma part de les regions de Jersey Shore i South Jersey de l'estat.
En el cens del 2020 el comtat era el segon comtat menys poblat de l'estat, amb 95.263 habitants, una davallada de 2.002 habitants (−2,1%) respecte cens del 2010 de 97.265, que al seu torn constatava una davallada de 5.061 (-4,9%) respecte als 102.326 comptabilitzats al cens del 2000.  El Programa d'Estimacions de Població de l'Oficina del Cens calculà una població de 93.875 habitants per al 2024, una disminució de 1.388 (-1,5%) respecte al cens decennal del 2020. El comtat forma part de l'àrea estadística metropolitana d'Ocean City, Nova Jersey, i de l'àrea estadística combinada de Filadèlfia - Reading - Camden, Pennsilvània -NJ- DE - MD, també coneguda com la Vall de Delaware.
Abans de la colonització europea del comtat de Cape May, els nadius americans kechemeche, una tribu de lenapes, habitaven al que avui s'anomena South Jersey. A partir del 1609 els exploradors europeus compraren terres als pobles indígenes i contribuïren al seu declivi. El comtat rebé el seu nom de Cornelius Jacobsen Mey, un capità holandès que explorà i cartografiar la zona entre el 1620 i 1621, i qui la reivindicà per a la província de Nova Holanda. El 1685 el tribunal del comtat de Cape May es separà del veí comtat de Burlington, tot i que els límits no s'establiren fins a set anys més tard. El 1690 es fundà la ciutat de Cape May (originalment coneguda com a Cape Island), convertint-se en el complex turístic marítim més antic d'Amèrica.
El 1798 el comtat es va dividí en tres townships: Lower, Middle, i Upper. Les altres 16 municipalitats del comtat, inclosos dos que ja no existeixen, es van establir entre 1827 i 1928. El 1863 s'inaugurà el primer ferrocarril del comtat, que transportava cultius de la indústria agrícola dominant. Més tard, aquests ferrocarrils facilitaren la popularització dels complexos turístics costaners del comtat. La necessitat de millorar l'accés automotriu al comtat va conduir al desenvolupament de la Garden State Parkway, que es va inaugurar el 1956.
El lloc més poblat era Lower Township amb 22.057 residents al cens del 2020, i la municipalitat amb major extensió és Middle Township, que abasta 82.96 milles quadrades (214.9 km2)

## Història

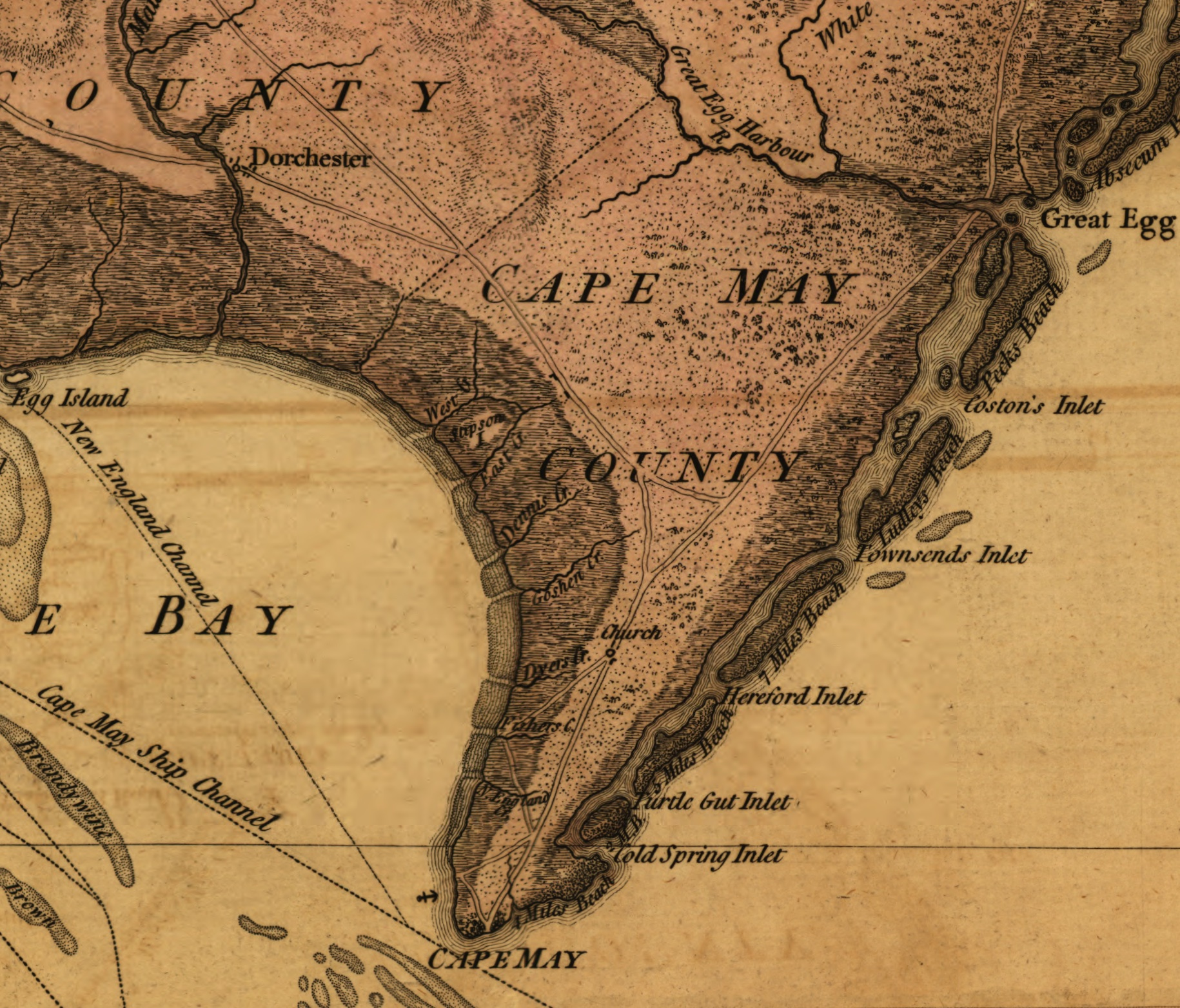
Un mapa de 1777 representant el comtat de Cape May, l'escenari de la batalla de Turtle Gut Inlet el 29 de juny de 1776, a la Guerra de la Independència dels Estats Units.

Abans que els europeus colonitzessin el comtat de Cape May, la tribu indígena kechemeche del poble lenape habitava el sud de Jersey i passava l'estiu a les illes barrera caçant i pescant. Durant el segle XVII la zona avui coneguda com el comtat de Cape May fou reclamada successivament com a part dels Nous Països Baixos, Nova Suècia, la província de Nova Jersey (sota la corona britànica) i, més tard, de Jersey Occidental. El 28 d'agost de 1609 l'explorador anglès Henry Hudson va entrar a la badia de Delaware i hi desembarcà durant un dia, al nord del que ara és Cape May Point. Ja el 1666 l'extrem sud de Nova Jersey era conegut com a Cap Maey, anomenat així en honor a l'explorador holandès Cornelius Jacobsen May, qui solcà la costa de Nova Jersey del 1620 al 1621. El 1630 representants de la Companyia Holandesa de les Índies Occidentals compraren a la població indígena16 sq mi (41 km2) de terreny al llarg del Delaware, i els n'hi compraren més al cap d'11 anys. Cap al 1640, degut a la gran quantitat de balenes a la regió de Cape May, els exploradors holandesos fundaren Town Bank, inicialment un poble balener al llarg de la badia de Delaware i el primer assentament europeu en el que avui dia és el comtat de Cape May. Town Bank fou poblat per descendents del comtat de Plymouth.
El 1685 el tribunal de Cape May es va separar del comtat de Burlington, que en aquell moment abastava pràcticament tot el sud de Jersey. El 1690 s'establí un assentament a Cape Island (actualment Cape May). A mesura que la caça de balenes disminuia degut a la sobrepesca, Town Bank va perdre importància a favor de Cape May, i fou en gran part arrasat el 1750.El 1692 es designà el comtat de Cape May com un dels quatre comtats originals de West Jersey, definit com la terra des de la part més septentrional de Great Egg Harbor Bay fins a un punt 20 mi (32 km) a l'est de la desembocadura del riu Maurice (anomenat West Creek), al sud fins a la punta de Cape May. Els límits del comtat es perfilaren durant els dos segles següents, sobretot la part propera a Maurice River Township. El primer molí d'aigua del comtat es va construir el 1699 a Cold Spring. A prop, el 1712 s'hi construí la Primera Església Baptista; i el 1718 la primera església presbiteriana de Cold Spring. En els primers moments les reunions del govern del comtat es duien a terme tant a les esglésies com a les cases particulars properes.
El 1744 el comtat escollí Romney Marsh – més tard Cape May Court House – prop del centre del comtat per convertir-la en la seu del comtat. La primera presó i palau de justícia es construïren el 1764. Al 1750 al comtat hi havia un miler d'habitants, aïllats de la resta de Nova Jersey per boscos. Cape May cresqué independentment com el centre vacacional més antic d'Amèrica el 1765, donant peu al lema actual de la ciutat "The Nation's Oldest Seashore Resort". Enmig del bloqueig britànic de la badia de Delaware durant la Guerra de la Independència, dos vaixells britànics perseguiren i atacaren el bergantí americà Nancy, que fugí cap a la costa de Turtle Gut Inlet (avui dia a Wildwood Crest). El Nancy fou abandonat i sabotejat, matant una trentena de mariners britànics quan el bergantí explotà després que aquests l'abordessin. La batalla de Turtle Gut Inlet, el 29 de juny de 1776, fou l'única batalla de la Guerra de la Independència lliurada al comtat.
El comtat de Cape May es repartí en tres townships el 21 de febrer de 1798: Lower, Middle i Upper. Els tres townships foren establerts prèviament com a districtes el 2 d'abril de 1723. Durant la Guerra de 1812 les forces britàniques assaltaren granges del comtat per a obtenir menjar i aigua potable. En represàlia els residents excavaren canals fins a l'oceà, fent que l'aigua ja no fos potable. El 1827 es creà Dennis Township a partir de porcions d'Upper Township, 101 anys després de la fundació de l'homònim Dennisville el 1726. El borough independent més antic del comtat fou el de Cape Island el 1848, que esdevingué la ciutat de Cape May el 1869. Durant els següents 60 anys, a mesura que el transport a la regió millorava, es van crear la majoria de les actuals municipalitats del comtat. El 1875 es fundà Sea Grove, més tard rebatejada com a Cape May Point. El 1879 es fundà Ocean City com a centre de retir religiós. Sea Isle City fou fundada el 1882, seguida de West Cape May el 1884. El 1885 es fundaren Anglesea (rebatejada North Wildwood el 1906) i Holly Beach (més tard part de Wildwood). El 1887 s'establí una empresa de desenvolupament immobiliari a Avalon. El 1891 es fundà Woodbine al continent com a assentament agrícola per a jueus russos que fugien de la persecució religiosa. . Entre 1894 fins al 1945, South Cape May, existí com a borough independent fins que fou destruït en gran part pel Gran Huracà de l'Atlàntic del 1944. El 1906 el límit costaner oriental del comtat de Cape May es fixà en un punt 3 milles nàutiques (3.5 mi; 5.6 km) a l'est de la costa. Les darreres municipalitats establertes foren Wildwood Crest (el 1910), Stone Harbor (el 1914) i West Wildwood (el 1920). El 1928 es fundà North Cape May, però es dissolgué el 1945 després de no poder  desenvolupar-ser després de la Gran Depressió.
Durant la Segona Guerra Mundial es construí el Cape May Canal per a connectar la badia de Delaware amb Cape May Harbor, acabant-se les obres al març de 1943. La finalització de la Garden State Parkway el 1955 afavorí l'arribada de centenars de milers de turistes, així com una major població estable. Des de la dècada del 1970 hi ha hagut un major desenvolupament de la part continental del comtat, degut a l'alt cost de construir a les illes barrera. El desenvolupament comercial s'ha anat concentrant resseguint al llarg de la U.S. Route 9 a Rio Grande, Cape May Court House i Marmora. En un referèndum no vinculant, coincidint amb les eleccions presidencials del 1980, els residents del comtat de Cape May votaren a favor de crear un nou estat de South Jersey juntament amb cinc comtats més.

## Geografia física
El comtat de Cape May fa una llargada 29 mi (47 km) de llargada i 15 mi (24 km) en la seva màxima amplada. D'acord a l'Oficina del Cens, al cens del 2020 el comtat tenia una superfície de 620.31 milles quadrades (1,606.6 km2), de les quals  251.52 milles quadrades (651.4 km2)  eren terra ferma (40,5%) i 368.79 milles quadrades (955.2 km2) estan cobertes per les aigües (59,5%). El comtat es troba a uns 150 mi (240 km) al sud de la ciutat de Nova York, 80 mi (130 km) al sud-est de Filadèlfia i 150 mi (240 km) a l'est de Washington DC Els marges sud i est del comtat estan banyats per l'Atlàntic. La ubicació costanera proporciona temperatures més suaus respecte a les zones circumdants, a banda d'una brisa contínua, cosa que contribueix a l'economia impulsada pel turisme de la zona. El nivell del mar al llarg de la costa és el punt més baix. L'elevació més alta es troba en tres zones del Belleplain State Forest, al cantó nord del comtat, que més o menys està a 60 ft (18 m) sobre el nivell del mar.
En termes generals el comtat és pla i costaner. Gran part del comtat de Cape May es troba a la península de Cape May, que forma part de la plana costanera atlàntica. La península limita a l'oest amb la badia de Delaware, i a l'est hi ha d'1.5 a 3 mi (2.4 a 4.8 km) de maresmes i canals d'aigua que formen la Intracoastal Waterway. Al comtat hi ha més de 1,574 mi (2,533 km) de rierols i rius del comtat, amb el Great Egg Harbor River i els seus afluents que cobreixen la part nord del comtat. També hi ha 24,150 acres (9,770 ha) d'estanys, llacs, badies i embassaments. Hi ha cinc illes barrera, que mesuren 32 mi (51 km) en total, que són adjacents al continent. Les illes tenen platges de pendent suau i estan majoritàriament urbanitzades. Des del 1922 només hi ha quatre illes barrera, degut al rebliment del Turtle Gut Inlet per a construir-hi Wildwood Crest, fins al 1945, quan es construí el Cape May Canal que separà la part sud de la península i el comtat.

### Clima
Donada la influència marítima i per trobar-se a l'extrem meridional de Nova Jersey, el comtat de Cape May té un clima moderat respecte al de les àrees properes. A l'estiu la temperatura sol ser entre 3 i 5 graus més fresca; i a l'hivern entre 5 i 10 graus més càlida. Bona part del comtat està qualificada a la zona de resistència vegetal 7a/7b de l'USDA, amb una petita porció a l'extrem sud-est del comtat de zona 8a. Això equival a una temperatura mínima anual mitjana de 0 a 10 °F (−18 a −12 °C). Les temperatures mitjanes a Cape May Court House (la seu del comtat) oscil·len entre una mínima de 22 °F (−6 °C) al gener fins a una màxima de 85 °F (29 °C) al juliol, tot i que el mínim històric registrat, el gener de 1942, fou de −22 °F (−30 °C); i el rècord màxim, registrat el juliol del 1993, fou de 103 °F (39 °C). La precipitació mensual mitjana oscil·la entre les 2.91 polzades (74 mm) al juny; fins a les 4.68 polzades (119 mm) a l'agost, i la precipitació anual és d'uns 40 in (1,000 mm). La regió sol rebre 10 a 15 in (250 a 380 mm) de neu cada any, molt menys que a les muntanyes de Nova Jersey. Segons el sistema de classificació climàtica de Köppen, el comtat de Cape May té un clima subtropical humit (Cfa) i en la classificació climàtica de Trewartha es tipifica com Do (oceànic). El comtat té condicions ventoses durant tot l'any.
Degut a la seva ubicació costanera el comtat de Cape May pateix l'embat dels ciclons tropicals. A Whale Beach, a Ludlam Island, l'anàlisi dels testimonis dugueren a deduir que entre 1278 i 1438 hi passà un intens huracà. El següent huracà significatiu a la zona fou el 3 de setembre de 1821: cap a les 18:00 UTC (2:00 pm hora local), l'ull de l'huracà, estimat de categoria 4 a l'escala de Saffir-Simpson, creuà Cape May. S'ha calculat que un huracà d'idèntiques característiques a la tempesta del 1821 al segle XXI causaria més de mil milions de dòlars en danys al comtat de Cape May i 107.000 milions de dòlars en danys a tot el país. El temporal del 1878 inundà el comtat de Cape May i fou acompanyat de vents de 84 mph (135 km/h). Durant el pas de l'huracà Gloria el 1985 a Ocean City es registrà una ràfega de vent de 101 mph (163 km/h). L'huracà Sandy colpejà l'estat el 31 d'octubre de 2012 acompanyat de forts vents i la maror, causant almenys 150 milions de dòlars en danys al comtat. A la terminal de la línia de ferri Cape May-Lewes, a North Cape May, Sandy causà la marea més alta mai registrada amb 8.9 ft (2.7 m), superant el rècord anterior de 8.8 ft (2.7 m) establert per l'huracà Gloria.
Cape May ha experimentat diversos altres efectes meteorològics. El dimecres de cendra (març del 1962) l'estancament d'una tempesta costanera provocà diversos dies de marees extremadament altes al llarg sobre les illes barrera, cosa que va danyar els passejos marítims de Cape May, Avalon i Sea Isle City. La tempesta perfecta del 1991 provocà marees altes i erosió costanera. El gener de 2016 una tempesta de neu sobrenomenada Winter Storm Jonas (tempesta hivernal Jonas) causà marees altes al comtat, arribant a 9.0 ft (2.7 m) a la terminal del ferri Cape May–Lewes, superant la de l'huracà Sandy. Gairebé tots els towns del comtat informaren de danys i, a les poblacions costaneres, les platges sofriren fortes erosions. Des del 1950 han arribat a tocar terra deu tornados.

### Flora i fauna

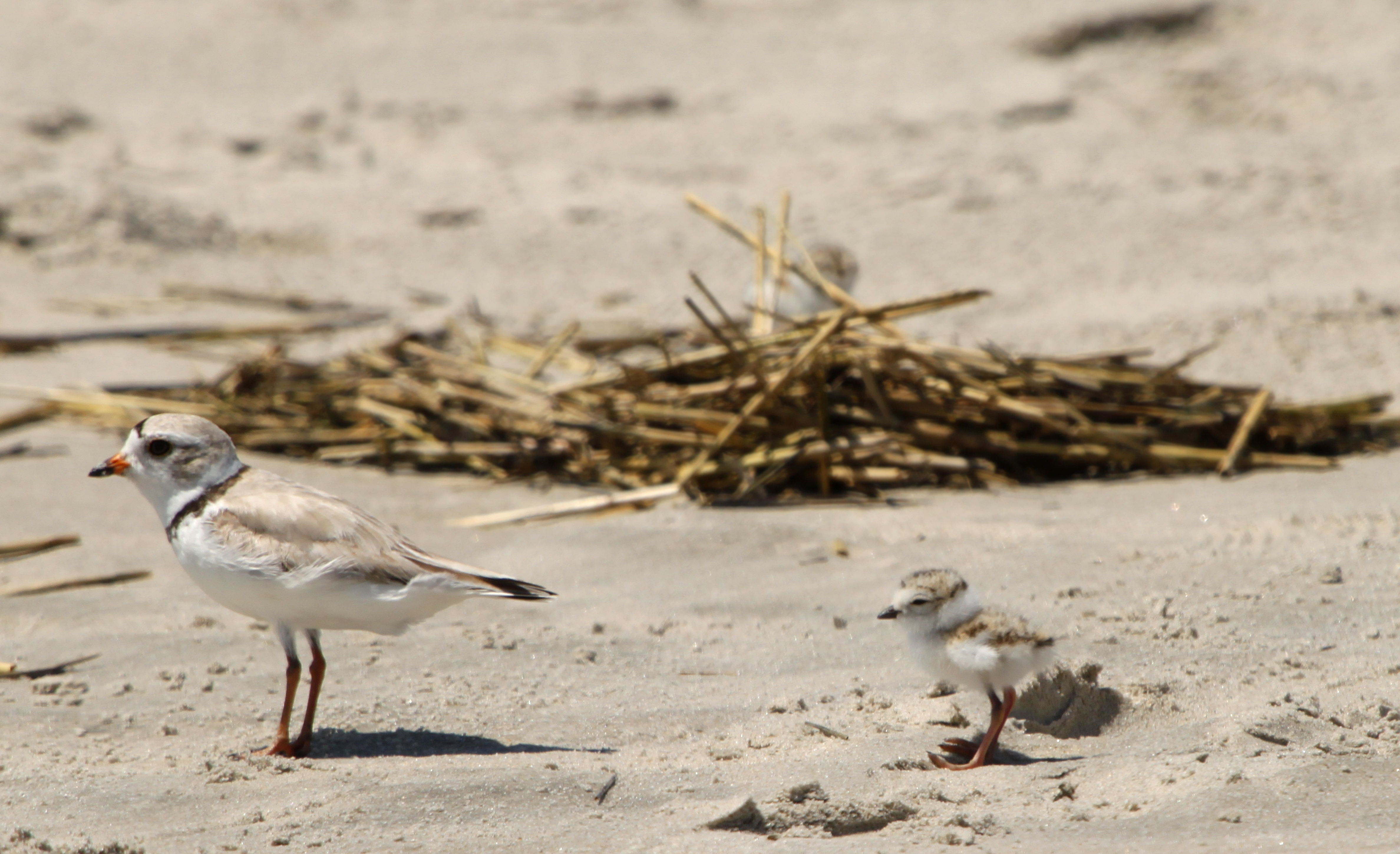
Corriols xiuladors a Cape May

Les terres altes, els aiguamolls i les aigües obertes del comtat acullen una de les concentracions més grans d'aus migratòries d'Amèrica del Nord. El 1995 gairebé s'arribaren als 900.000 albiraments d'aus migratòries a Avalon. Entre 800.000 i 1,5 milions d'ocells passen al llarg de la badia de Delaware cada primavera. El 1947 s'establí el Santuari d'Aus de Stone Harbor, que fou designat com a National Natural Landmark el 1965. A més de les 151 espècies d'aus que freqüenten el comtat, hi ha dues espècies de balenes, la tortuga babaua, Pituophis melanoleucus, dues espècies de granotes arborícoles i la salamandra tigrada que habiten les aigües del comtat de Cape May. Vuit espècies de peixos i quatre espècies de marisc poblen les aigües costaneres.
Un 30% del comtat està cobert per boscos que s'estenen al llarg de la península de Cape May i connecten amb Pinelands. El bosc, en gran part no fragmentat, proporciona zones de cria per al gamarús ratllat, l'aligot d'espatlles vermelles i la griveta boscana, i també proporciona hàbitat per a insectes i ocells migratoris. A l'interior pantanós del comtat hi ha més d'una vintena d'espècies arbòries i una quarantena d'espècies d'arbustos. Un 42% del comtat està cobert d'aiguamolls. Els aiguamolls entre el continent i les illa barrera estan dominats pels canyíssos, la boga de fulla estreta, els joncs i Sporobolus alterniflorus. Al llarg de la platja Ammophila breviliguata, juntament amb altres espècies vegetals, forma predominantment sistemes dunars.
El comtat utilitza cinc aqüífers subterranis, dos dels quals deriven de l'aqüífer de Kirkwood-Cohansey. Les fortes tempestes van provocar la intrusió d'aigua salada al subministrament d'aigua dolça del comtat. Les adequades condicions de conreu van fer que West Cape May es considerés la "capital mundial del garrofó", fins que Guatemala la va superar a la dècada de 1990. La ciutat encara acull un festival anual del garrofó.

### Geologia
Les roques més antigues del comtat, d'origen precambric, es troben a una profunditat de 5,000 ft (1,500 m). Aquestes son roques metamòrfiques entre elles gneis, quarsites i esquistos. Durant l'era paleozoica, la regió formava part d'una massa muntanyosa que s'estenia des de l'Àrtic fins a Mèxic. L'erosió durant els períodes triàsic i juràssic va formar valls que van acumular sediments, que es van dipositar i es van anar formant capes a mesura que la línia de costa retrocedia i s'elevava. Durant les èpoques del Paleocè i l'eocè, així com durant el miocè posterior, la zona que ara és el comtat de Cape May estava submergida. La línia de costa va retrocedir de nou durant el període quaternari.
Durant el període interglacial sangamonià, el desglaç descobrí rius que transportaren sediments fins a la costa; que donaren lloc a la formació Bridgeton composta de llims i argiles transportades fluvialment, mentre que la posterior formació Cape May conté dipòsits de major rang de granulometria format per sorres, llims, argil·les i graves. El Great Egg Harbor River en la seva etapa formativa produí un delta que cobria amb sediments gran part del que ara és el comtat de Cape May. Durant la glaciació més recent (glaciació de Wisconsin), el nivell del mar descendí a 430 ft (130 m) per sota del nivell actual. Fa uns 14.000 anys amb el desglaç es van formar les illes barrera del comtat de Cape May, probablement a partir de cordons i línies dunars.

## Geografia humana

### Cens del 2020
Al cens del 2020 el comtat tenia 95.263 habitants, 40.939 llars i 26.792 famílies, resultant-ne una densitat de 378.9 habitants per milla quadrada (146.3/km2). Hi havia 99.606 habitatges amb una densitat mitjana de 396.2 per milles quadrades (153.0/km2). D'acord als criteris de raça i etnicitat del cens dels EUA, el perfil racial del comtat era: d'un 85,6% de blancs, un 3,74% d'afroamericans, un 0,26% de nadius americans, un 0,95% d'asiàtics i un 5,95% de dues o més races. Els hispans o llatins de qualsevol raça representaven el 7,83% de la població.
Hi havia 40.939 llars, en un 23,8% de les quals hi vivien menors de 18 anys, el 52,7% eren matrimonis que vivien juntes, el 26,3% tenien una dona cap de família sense marit present, el 15,5% tenien un home cap de família sense esposa present i el 34,5% no eren famílies. El 15,1% de totes les llars eren ocupades per una sola persona i en el 15,8% d'aquestes era una persona de 65 anys o més. De mitjana a cada llar hi vivien 2,19 persones augmentant a 2,70 persones en el cas d'habitatge ocupats per famílies.
Un 17,6% de la població del comtat era menor de 18 anys, el 6,7% tenia entre 18 i 24 anys, el 29,2% tenia entre 15 i 44 anys i el 27,0% tenia 65 anys o més. L'edat mediana era de 50,5 anys. Pel que fa al gènere era d'un 48,4% d'homes i un 51,5% de dones. Per cada 100 dones hi havia 94,0 homes.
La renda mitjana per llar era de 69.980 dòlars, i la renda familiar mitjana era de 83.695 dòlars. Un8,8% de la població estava per sota del llindar de pobresa, entre aquests el 14,2% dels menors de 18 anys i el 6,2% dels majors de 65 anys.
El comtat de Cape May forma part de l'àrea estadística metropolitana d'Ocean City, Nova Jersey, així com de l'àrea estadística combinada de Filadèlfia - Reading - Camden, Pennsilvània -NJ- DE - MD.

### Cens del 2010
El cens del 2010 va comptar 97.265 persones, 40.812 llars i 25.956 famílies al comtat resultant una densitat de 386.9 habitants per milla quadrada (149.4/km2). Hi havia 98.309 habitatges amb una densitat mitjana de 391 per milles quadrades (151/km2). El perfil racial era: d'un 89,83% (87.369) de blancs, 4,69% (4.565) de negres o afroamericans, 0,21% (205) de nadius americans, un  0,86% (834) d'asiàtics, un 0,04% (36) d'illencs del Pacífic, un 2,47% (2.399) d'altres races i un 1,91% (1.857) de dues o més races. Els hispans o llatins de qualsevol raça eren el 6,22% (6.054) de la població.
Dels 40.812 habitatges, el 21,6% tenien menors de 18 anys; el 48,3% eren parelles casades vivint juntes; l'11% tenien una dona de cap de família sense marit present i el 36,4% no eren famílies. De totes les llars, el 31,2% estaven formades per una sola persona i el 15,5% tenien algú que vivia sol i tenia 65 anys o més. De mitjana a llars hi vivien 2,32 persones augmentant a 2,89 en el cas d'habitatges ocupats per famílies.
El 18,9% de la població tenia menys de 18 anys, el 8% entre 18 i 24 anys, el 20,1% entre 25 i 44 anys, el 31,6% entre 45 i 64 anys i el 21,6% tenia 65 anys o més. L'edat mitjana era de 47,1 anys. Per cada 100 dones hi havia 94,6 homes. Per cada 100 dones de 18 anys o més hi havia 92,4 homes.
Al cens del 2010 al comtat hi havia 98.365 habitatges, dels quals només el 42% estaven ocupats durant tot l'any. Hi havia 47 càmpings amb 17.999 places, més que el nombre de càmpings de tots els altres comtats de l'estat junts. També hi havia 18.700 places hoteleres. La renda mitjana per llar del comtat era de 57.168 dòlars el 2013, la quarta més baixa dels 21 comtats de Nova Jersey. Un 10% dels residents vivien per sota del llindar federal de pobresa. El comtat va ocupar l'últim lloc de l'estat pel que fa a residents amb actius limitats, ingressos restringits i empleats (Assets Limited, Income Constrained, and Employed ALICE), cosa que representa gairebé un terç dels residents del comtat.

### Municipalitats
Les 16 municipalitats del comtat de Cape May (amb dades del cens del 2010 sobre població, habitatges i superfície; juntament amb les comunitats dins de cada municipalitat per a les quals s'indiquen els llocs designats pel cens amb la seva població) són:
| Municipalitat   | Clau del mapa | Tipus de municip. | Població permanent | Població estival | Núm. d'habitatges | Superfície total | Sup. aquàtica | Sup. terrestre | Densitat de pobl. | Dens. d'habitatges | Districte escolar                                            | Comunitats |
| --------------- | ------------- | ----------------- | ------------------ | ---------------- | ----------------- | ---------------- | ------------- | -------------- | ----------------- | ------------------ | ------------------------------------------------------------ | --- |
| Avalon          | 9             | borough           | 1.243              | 35.028           | 5.434             | 4,93             | 0,77          | 4,15           | 321,3             | 1.308,8            | Middle Township (9–12) (S/R) Avalon (5–8) Stone Harbor (K-4) | |
| Cape May        | 3             | Ciutat            | 2.768              | 45.874           | 4.155             | 2,74             | 0,34          | 2,40           | 1.500,6           | 1.728,5            | Lower Cape May (7–12) Cape May (PK-6)                        | |
| Cape May Point  | 1             | borough           | 305                | 4.100            | 619               | 0,31             | 0,02          | 0,30           | 984,5             | 2.094.2            | Lower Cape May (7–12) Cape May (PK-6) (S/R)                  | |
| Dennis Township | 14            | township          | 6.285              | 37.339           | 2.672             | 64,33            | 3,53          | 60,80          | 106,4             | 43,9               | Middle Township (9–12) (S/R) Dennis Township (PK-8)          | Belleplain CDP (614) Clermont Dennisville CDP (830) Eldora Ocean View CDP (685) South Dennis CDP (1.703) South Seaville CDP (695)                                                         |
| Lower Township  | 16            | township          | 22.057             | 99.786           | 14.507            | 31,01            | 3,27          | 27,74          | 824,3             | 523,0              | Lower Cape May (7–12) Lower Township (PK-6)                  | Diamond Beach CDP (203) Erma CDP (2.031) Miami Beach North Cape May CDP (4.007) Rio Grande CDP (part; 3.610) Villas CDP (9.134)                                                           |
| Middle Township | 15            | township          | 20.380             | 71.321           | 9.296             | 82,96            | 12,62         | 70,33          | 268,9             | 132,2              | Middle Township                                              | Burleigh CDP (766) Cape May Court House CDP (5.573) Dias Creek Goshen CDP (400) Green Creek Mayville Nummytown Pierces Point Rio Grande CDP (part; 3.610) Swainton Whitesboro CDP (2.300) |
| North Wildwood  | 7             | Ciutat            | 3.621              | 70.118           | 8.840             | 2,13             | 0,38          | 1,75           | 2.305,8           | 5.044,1            | Wildwood (9–12) (S/R) North Wildwood (K-8)                   | |
| Ocean City      | 11            | Ciutat            | 11.229             | 139.654          | 20.871            | 10,80            | 4,46          | 6,33           | 1.847,7           | 3.295,7            | Ocean City                                                   | |
| Sea Isle City   | 10            | Ciutat            | 2.104              | 44.820           | 6.900             | 2,53             | 0,36          | 2,17           | 974,5             | 3.180,8            | Ocean City (S/R)                                             | |
| Stone Harbor    | 8             | borough           | 796                | 22.528           | 3.247             | 1,96             | 0,56          | 1,40           | 619,6             | 2.323,3            | Middle Township (9–12) (S/R) Avalon (5–8) Stone Harbor (K-4) | |
| Upper Township  | 13            | township          | 12.539             | 45.940           | 6.341             | 68,69            | 6,54          | 62,15          | 199,1             | 102,0              | Ocean City (9–12) (S/R) Upper Township (K-8)                 | Beesley's Point CDP (816) Marmora CDP (2.413) Marshallville CDP (376) Palermo CDP (3.183) Petersburg Seaville CDP (695) Strathmere CDP (137) Tuckahoe CDP (357)                           |
| West Cape May   | 2             | borough           | 1.010              | 8.590            | 1,18              | 0,01             | 1,17          | 1.165          | 895,1             |                    | Lower Cape May (7–12) West Cape May (PK-6)                   | |
| West Wildwood   | 6             | borough           | 540                | 7.468            | 893               | 0,35             | 0,07          | 0,28           | 2.188,4           | 3.240,9            | Wildwood (S/R)                                               | |
| Wildwood        | 5             | Ciutat            | 5.157              | 67.258           | 6.843             | 1,39             | 0,09          | 1,30           | 4.082.0           | 5.245.7            | Wildwood                                                     | |
| Wildwood Crest  | 4             | borough           | 3.101              | 54.633           | 5.569             | 1,31             | 0,18          | 1,13           | 2.884,0           | 4.911,6            | Wildwood (9–12) (S/R) Wildwood Crest (PK-8)                  | |
| Woodbine        | 12            | borough           | 2.128              | 9.483            | 1.079             | 8,02             | 0,00          | 8,02           | 308,2             | 134,5              | Middle Township (S/R)                                        | |
| Cape May        |               | Ciutat            | 95.263             | 763.940          | 98.309            | 620,42           | 368,99        | 251,42         | 386,9             | 391,0              |                                                              | |

## Política i govern
Tot i que Nova Jersey és generalment demòcrata en les eleccions estatals recents, el comtat de Cape May s'ha revelat com un comtat majoritàriament republicà, amb el percentatge més alt de votants registrats com a republicans de qualsevol comtat de l'estat. Malgrat la forta inclinació republicana del comtat, almenys un demòcrata ha guanyat el comtat en els darrers anys. El 2018 el demòcrata Jeff Van Drew va superar el republicà Seth Grossman al comtat per un marge de 21.595 (52,6%) davant de 19.003 (46,3%) a les eleccions al Congrés d'aquell any. El 2019 Van Drew va canviar la seva afiliació i guanyant el comtat com a representant republicà superà l'aspirant demòcrata Amy Kennedy amb els següents resultats: 34.627 (60,7%) a 21.899 (38,4%). Des de la fundació del Partit Republicà el 1856 el comtat ha votat pels demòcrates a la presidència cinc cops: el 1864, 1912, 1936, 1964 i 1996 . A l'1 d'octubre de 2021 hi havia 74.585 votants registrats al comtat de Cape May, dels quals 31.859 (42,7%) estaven registrats com a republicans, 18.498 (24,8%) estaven registrats com a demòcrates i 23.325 (31,3%) estaven registrats com a no afiliats. Hi havia 903 votants (1,2%) registrats en altres partits. Entre la població del cens del comtat del 2010, el 69,9% estava registrada per votar, entre ells el 81,1% de les persones majors de 18 anys.
El comtat de Cape May està governat pel Board of County Commissioners (junta de comissionats del comtat) formada per cinc membres escollits pel vot at-large en eleccions partidistes per a mandats de tres anys amb els mandats esglaonats dels comissionats, amb un o dos escons a votar com a part de les eleccions generals de novembre. En la reunió anual de reorganització que se celebra al gener, la junta tria un director i un director adjunt d'entre els seus membres. El 2016 els comissionats rebien una assignació de 17.973 dòlars, el director era retribuït amb 18.973 dòlars. Des de l'elecció de Jeff Van Drew l'any 2000, cap demòcrata ha guanyat un càrrec a nivell del comtat. A data de 2025 els comissionats del comtat de Cape May són (els mandats del director i del vicedirector expiren el 31 de desembre de cada any):
| Comissionat                    | Partit, residència, termini |
| ------------------------------ | --------------------------- |
| Director Leonard C. Desiderio  | R, Sea Isle City, 2027      |
| Sotsdirector Andrew Bulakowski | R, Municipi Baix, 2025      |
| Robert Barr                    | R. Ocean City, 2025         |
| Will Morey                     | R, Wildwood Crest, 2026     |
| Melanie Collette               | R. Middle Township, 2026    |

La Constitució de Nova Jersey estableix que cada comtat de Nova Jersey tingui tres administrative officials (funcionaris administratius) electes coneguts com a "constitutional officers" (funcionaris constitucionals). Aquests funcionaris són el County Clerk (~secretari del comtat) i el County Surrogate (~substitut del comtat) (ambdós elegits per un mandat de cinc anys) i el xèrif del comtat (elegit per un mandat de tres anys). Els constitutional officers del comtat de Cape May són:
| Títol            | Representant                              |
| ---------------- | ----------------------------------------- |
| County Clerk     | Rita Marie Rothberg (R, 2025, Ocean City) |
| Xèrif            | Robert Nolan (R, 2026, Lower Township)    |
| County Surrogate | E Marie Hayes (R, 2028, Ocean City)       |

El County Prosecutor  (fiscal del comtat) de Cape May és Jeffrey H. Sutherland, que fou nomenat pel governador de Nova Jersey, Chris Christie, i va prendre possessió del càrrec el 21 de desembre de 2017. El comtat de Cape May, juntament amb el comtat d'Atlantic, forma part del Vicinage (veïnatge) 1 del Tribunal Superior de Nova Jersey. El comtat d'Atlantic té un jutjat civil a Atlantic City, mentre que els casos criminals es jutgen a Mays Landing; el jutge Assignment Judge per al Vicinage 1 és Julio L. Mendez.

### Policia i criminalitat
L'actual xèrif del comtat és Bob Nolan, elegit el 2017 després de treballar a l'oficina del xèrif durant 30 anys, més recentment com a sots-xerif. El primer xèrif del comtat fou Benjamin Godfrey el 1692. A més de mantenir la llei i l'ordre, és responsabilitat del xèrif la venda de propietats, la supervisió del centre penitenciari, el transport dels membres del jurat i la recaptació de sentències judicials. La primera presó del comtat es construí el 1705 a Middle Township, i la presó actual es va construir el 1977. Es preveia que l'agost de 2018 s'acabés un nou centre penitenciari amb un cost de 37 milions de dòlars. El 2015 al comtat de Cape Mayes  registraren 3.332 delictes penals, el cinquè més baix entre els comtat de Nova Jersey. Això representava una taxa de criminalitat de 35,1 delictes per cada 1.000 persones i una taxa de delictes violents de 4,7 delictes per cada 1.000 persones.

### Representants federals
El 2n districte del Congrés cobreix tot el comtat de Cape May. Per al 119è Congrés dels Estats Units, el segon districte congressual de Nova Jersey està representat per Jeff Van Drew (republicà, Dennis Township).

### Representants estatals
El comtat es troba completament dins del 1r Districte Legislatiu.
| Districte | Senat          | Assemblea                                 | Notes                                                                           |
| --------- | -------------- | ----------------------------------------- | ------------------------------------------------------------------------------- |
| 1r        | Mike Testa (D) | Antwan McClellan (D) Erik K. Simonsen (D) | La resta d'aquest districte cobreix parts dels comtats d'Atlantic i Cumberland. |

## Economia
Els principals sectors laborals del comtat de Cape May estan relacionats amb l'allotjament hoteler, el servei d'alimentació, el comerç minorista, l'atenció sanitària/auxiliar, les arts i l'entreteniment i la construcció. Històricament, l'economia del comtat de Cape May es centrava en la caça de balenes i l'agricultura, fins a la construcció dels complexos turístics estacionals al segle XIX. Aquestes indústries segueixen fornint el sector laboral del comtat, juntament amb l'agroturisme i unes 30.000 persones a les indústries privades. El major ocupador és Morey's Piers, que contracta 1.500 persones. El Cape Regional Medical Center té més d'un miler de treballadors. Més de 10.000 persones treballen al sector de l'hostaleria. Al febrer de 2018 la taxa d'atur al comtat de Cape May era del 14,3%, significativament més alta que la taxa d'atur del 5,2% de l'agost de 2017. Així doncs, la taxa d'atur té una marcada estacionalitat arribant al màxim a l'hivern i baixant a l'estiu, cosa que reflecteix la dependència del comtat dels llocs de treball associats al turisme. A febrer de 2018 el comtat de Cape May tenia la taxa d'atur més alta de Nova Jersey, seguit dels comtats veïns d'Atlantic i Cumberland.
L'Oficina d'Anàlisi Econòmica calculà que el producte interior brut del comtat era de 5.000 milions de dòlars el 2021, fent que ocupés la 19a posició de l'estat i representà un augment del 6,4% respecte a l'any anterior.
El 2023 la indústria turística va contribuir amb uns 7.000 milions de dòlars d'ingressos al comtat de Cape May, des de l'11.600 milions de visitants. La despesa al detall va ser d'1.400 milions de dòlars, els aliments i les begudes van representar 1.800 milions dòlars, mentre que l'acampada i l'allotjament representaven uns 3.200 milions de dòlars en despeses. Les activitats recreatives generaren 1.400 milions de $ en despeses i la despesa en transport fou de 530 milions de dòlars. Hi ha poca indústria pesant al comtat a causa de preocupacions mediambientals.

### Turisme

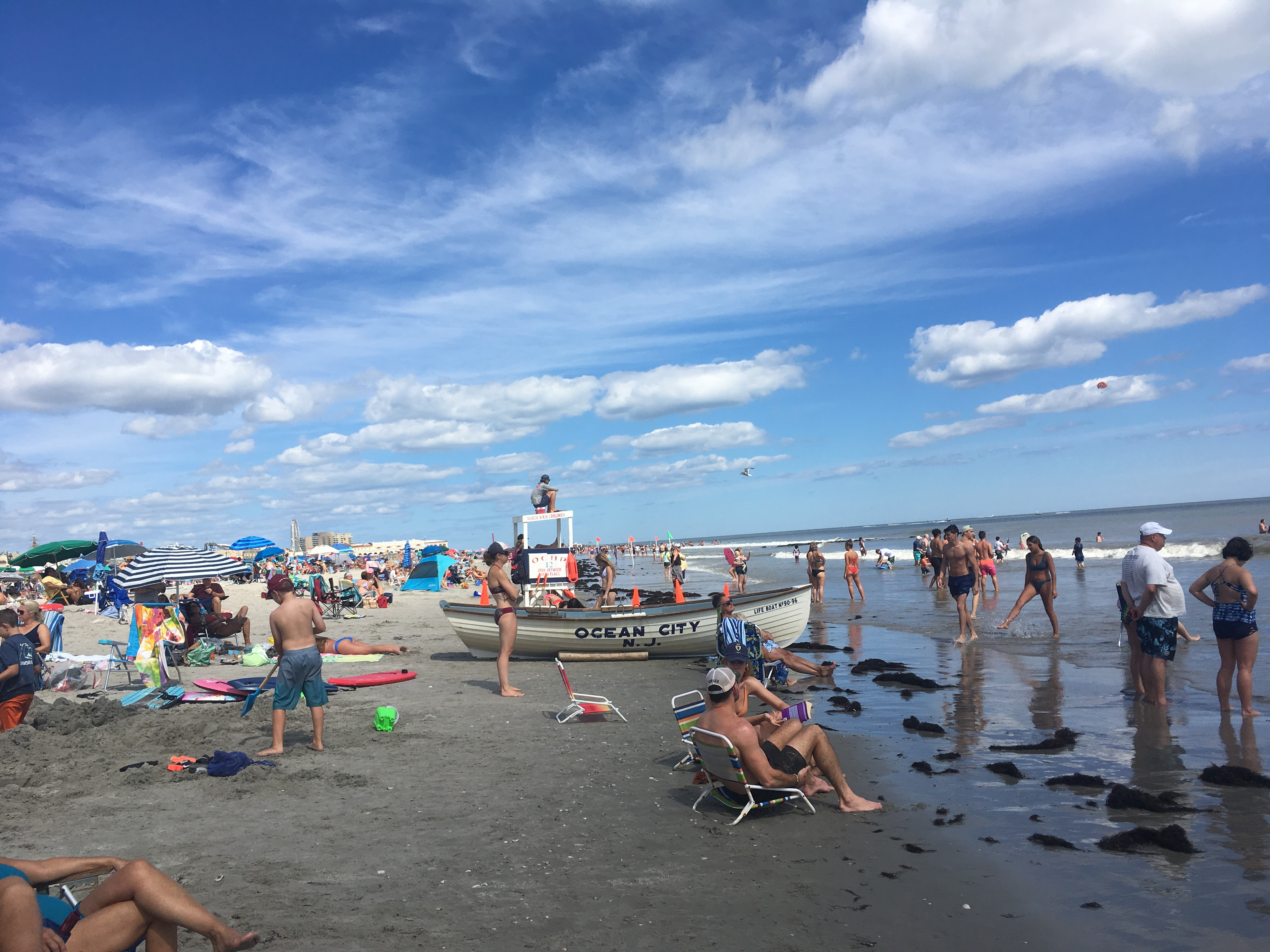
Ocean City, agost de 2020

Bona part de la indústria del comtat de Cape May és de caràcter turístic, mediatitzat per les seves platges i la seva ubicació entre la badia de Delaware i l'oceà Atlàntic. Durant la temporada estival (típicament abasta des del Dia dels Caiguts fins al Labor Day [1r dilluns de setembre]), els turistes sovint superen en nombre els locals en una raó de 9 a 1. Al 2010 els quatre majors mercats turístics del comtat de Cape May eren Greater Philadelphia, North Jersey, Nova York i la província canadenca del Quebec.
A més de l'impost sobre les vendes, l'impost sobre l'ocupació hotelera i altres càrrecs fiscals d'àmbit estatal, les empreses turístiques a North Wildwood, Wildwood i Wildwood Crest, p. ex. hotels i restaurants, han de cobrar un impost addicional del 2% sobre les vendes turístiques que es destina a  cobrir els costos de promoció turística.
A partir del 1968 el govern del comtat començà a fer campanyes per tal d'atraure turistes del Canadà. El 1970 establí una oficina de turisme a Montreal i més tard feu passos per a atreure turistes d'altres parts del Quebec. El govern del comtat formà als establiments turístics sobre com rebre turistes canadencs de parla francesa. El 1991 el turisme canadenc al comtat de Cape May es mantingué malgrat la recessió econòmica que s'estava produint al Canadà.A partir del 1993 la majoria dels turistes canadencs al comtat eren francòfons, i típicament iniciaven la seva arribada durant les dues últimes setmanes del mes de juliol, quan molts canadencs que treballaven als sectors de la construcció i la confecció reben dues setmanes de vacances retibuïdes. La majoria dels turistes francocanadencs que visiten el comtat de Cape May s'allotgen en hotels de The Wildwoods o en càmpings al territori continental. A la dècada del 1990 el comtat de Cape May establí una oficina de turisme internacional a Montreal, al carrer Sainte-Catherine, però la va tancar cap al 1995 degut a retallades pressupostàries. L'any 2010 l'oficina de turisme del comtat de Cape May establir un llibret de cupons en francès. El 2010 el director de turisme del comtat de Cape May estimà que el 13% dels visitants de la regió procedien del Quebec.
En algunes de les platges més populars cal pagar un passi per a accedir-hi, estant regulat per una llei estatal del 1955 que permet a les municipalitats costaneres cobrar "tarifes raonables" per a proporcionar seguretat i manteniment a les platges. La tarifa més alta per a aquests passis de platja de temporada al comtat era de 35 dòlars. La venda de passis diaris, setmanals i de temporada és una important font d'ingressos per a les comunitats, i les sis comunitats de platja del comtat de Cape May que cobren pels passis de platja ingressaren 10 milions de dòlars el 2016. Ocean City ingressà 4,1 milions de dòlars durant la temporada 2016, la xifra més alta de les municipalitats de l'estat. En el pressupost del 2017 els 4,1 milions de dòlars previstos en taxes per als passis de platja i els 3 milions de dòlars per a l'aparcament foren dues de les fonts d'ingressos més grosses d'Ocean City, representant gairebé el 9% del pressupost anual de la ciutat de gairebé 80 milions de dòlars. La ciutat de Cape May, amb uns ingressos de 2,2 milions de dòlars, ocupà el tercer lloc a l'estat. Al comtat hi ha quatre de les cinc municipalitats de l'estat amb platges marítimes vigilades amb accés públic gratuït, entre aquestes Strathmere a Upper Township i les comunitats de Wildwoods de North Wildwood, Wildwood i Wildwood Crest.

### Pesca i agricultura

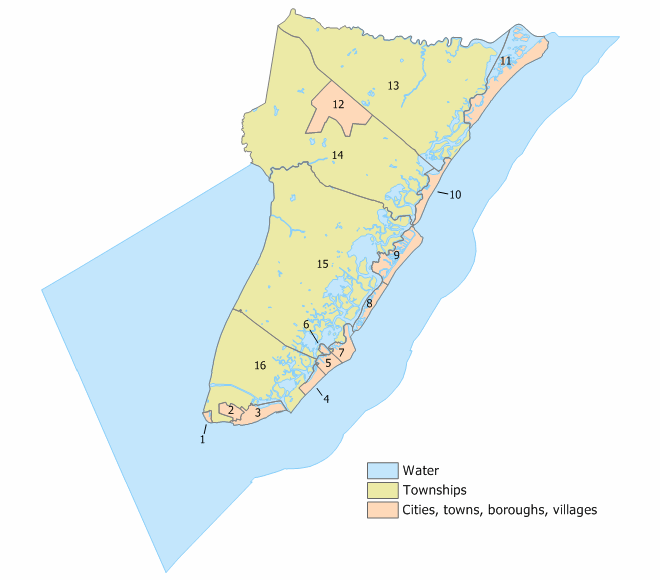
Mapa índex dels municipis del comtat de Cape May (cliqueu sobre la imatge per a ampliar)

La pesca ha estat una indústria important al comtat de Cape May des d'almenys el segle XVII, quan es fundà el primer assentament europeu del comtat com a poble balener. El 1693 la caça de balenes va resultar ser una indústria tan reeixida que el governador colonial Andrew Hamilton instituí un impost del 10% sobre els productes de balenes. A mitjans del segle XVIII la sobrepesca havia disminuït la població de balenes a la regió. A principis del segle XIX la construcció naval era una important indústria que entrà en declivi a la dècada del 1850. La pesca continua sent un punt fort de l'economia del comtat de Cape May. El 2016 el port combinat de Cape May i Wildwood es classificà com el novè port pesquer comercial més gran dels Estats Units en relació al valor monetari, així com el segon més gran de la costa est, només després de New Bedford. Els pescadors recolectaren 21.000 tones (47 milions de lliures) de marisc, principalment vieires, per valor de 85 milions de dòlars (USD del 2016). Aquestes captures augmentaren fins als 73,7 milions de dòlars del 2009, quan el valor de mercat global del port s'estimava en 442 milions de dòlars, convertint-lo en el quart port més productiu del país. A la dècada del 1980 la indústria de les vieires només valia 15 milions de dòlars a l'estat de Nova Jersey. El 1990 les lleis que limitaven la captura i la zona de les vieires feren que les poblacions esdevinguessin més sanes i estables durant la captura, cosa que va permetre el creixement de la indústria. Cold Spring Fish and Supply Company proporciona mig miler de llocs de treball i és el tercer empleador del comtat.

Ja al segle XIX l'agricultura era un important motor econòmic del comtat, quan gairebé 70,000 acres (28,000 ha), o un 40% de la superfície terrestre del comtat, es dedicava a l'agricultura. La puixança de la indústria feu necessària l'arribada del primer ferrocarril de mercaderies el 1863, i continuà sent un element fonamental de l'economia del comtat fins a la dècada del 1960.Hi ha un festival anual garrofons a West Cape May que ofereix menjars elaborats amb les garrofons cultivades localment.

## Educació
Hi ha 16 districtes escolars que gestionen escoles, dos d'aquests a nivell del comtat i tres districtes escolars no operatius. Entre els districtes escolars hi ha:
K-12
- Districte escolar de serveis especials del comtat de Cape May (a tot el comtat per a educació especial)
- Escoles públiques del municipi central
- Districte Escolar d'Ocean City
- Districte escolar de la ciutat de Wildwood

Secundària
- Districte escolar tècnic del comtat de Cape May (a tot el comtat)
- Districte Escolar Regional de Lower Cape May

Elemental (K-8, llevat en els casos indicats)
- Avalon School District
- Cape May City School District (K-6)
- Dennis Township Public Schools
- Lower Township School District (K-6)
- North Wildwood School District
- Stone Harbor School District
- Upper Township School District
- West Cape May School District (K-6)
- Woodbine School District

- Wildwood Crest School District

No operatives
- Districte escolar de Cape May Point (no operatiu des del 1931)
- Districte escolar de Sea Isle City (no operatiu des del 2012)
- Districte escolar de West Wildwood

Al comtat de Cape May hi ha 25 escoles públiques de primària i/o secundària, entre aquestes dues a Avalon i Stone Harbor (que, des del 2011, acorden compartir les escoles de l'altra), una a Cape May, dues a Dennis Township, cinc a Lower Township, tres a Middle Township, una a North Wildwood, dues a Ocean City, tres a Upper Township, una a West Cape May, tres a Wildwood, una a Wildwood Crest, i una a Woodbine.
Al comtat hi ha els següents instituts públics:
- Escola Tècnica Secundària del Comtat de Cape May[139]
- Escola secundària regional de Lower Cape May,[140]
- Escola secundària de Middle Township[131]
- Institut Ocean City[133]
- Institut Wildwood[136]

També hi ha nou escoles privades al comtat:
- Bishop McHugh Regional Catholic School (catòlica; Cape May Courthouse)
- Cape Christian Academy (cristiana; Cape May Courthouse)
- Cape Trinity Catholic School (catòlica; Wildwood)
- Central Bible Church (presbiteriana; Wildwood)
- Families United Network Academy (cristiana; Ocean View)
- Rio Grande Baptist Academy (bastista; Rio Grande)
- Tomorrow's World Early Education (no religiosa, mètode Montessori; Marmora)
- Westminster Christian Academy (calvinista; Ocean City)
- Wildwood Catholic Academy (catòlica; Wildwood)

L'any 2013 el 31% dels residents del comtat com a mínim, havien obtingut una llicenciatura; i el 89,7% tenien un diploma de secundària. El 1973 l'Atlantic Community College va començar a oferir classes nocturnes a Middle Township High School. El 1999 el nom de la universitat es canvià formalment a Atlantic Cape Community College, i el 2005 s'inaugurà un campus amb tots els serveis a Cape May Court House. El Community College té col·laboracions amb la Universitat Fairleigh Dickinson, la Universitat Rutgers i la Universitat Stockton.
La Biblioteca del Comtat de Cape May té seus a Cape May, Cape May Court House, Lower Township, Stone Harbor, Sea Isle, Upper Township, Wildwood Crest i Woodbine, així com un bibliobús. Ocean City té la seva pròpia biblioteca independent.

## Serveis
El Cape Regional Medical Center obrí les portes com a Burdette Tomlin Memorial Hospital el 1950, i va mantenir aquest nom fins al 2007. És l'únic hospital del comtat. El centre s'ha ampliat al llarg del temps des de la seva fundació i disposa de 242 llits, amb una plantilla de 1.060 persones, per a atendre la població i els turistes del comtat. AtlantiCare obrí dos centres d'atenció urgent al comtat a la dècada del 1990. Del 2010 al 2015 les prescripcions d'opioides van augmentar un 11%, pel que fa a la quantitat d'equivalents de mil·ligrams de morfina (MME) per persona. Aquest augment col·locà el comtat entre el 20% superior dels comtats a nivell nacional i el segon més alt de Nova Jersey. Entre 2011 i 2015 al comtat empitjorà la salut pública, caient al lloc 19 en una enquesta dels 21 comtats de Nova Jersey sobre benestar infantil; només els comtats veïns de Cumberland i Atlantic tingueren pitjors resultats. La taxa de mortalitat del comtat va ser del 13,7%, la més alta de l'estat, degut en gran part a la gran proporció de població d'edat avançada del comtat.
La central elèctrica de Beesley's Point era una central elèctrica de carbó situada a Upper Township que generava 447 megawatts d'energia. La central de carbó és la responsable d'una de les majors emissions de totes les centrals de Nova Jersey. Estava previst que la font de combustible de la planta es canviés a gas natural, a l'espera de la construcció de l'Atlantic Reliability Link a través de la Reserva Nacional de Pinelands. El 2017 Pinelands Commission aprovà la proposta per a construir un gasoducte de 22 mi (35 km), sota les carreteres de la zona. En resposta, el New Jersey Sierra Club i Pinelands Preservation Alliance demandaren l'aturada de les obres. Entre els possibles projectes d'energia verda s'inclou la zona d'energia eòlica de Delaware, situada a uns 16 mi (26 km) al sud-est de Cape May. Els possibles aerogeneradors que s'hi construiran tindrien un potencial de generació de 3.500 MW.

## Parcs i lleure

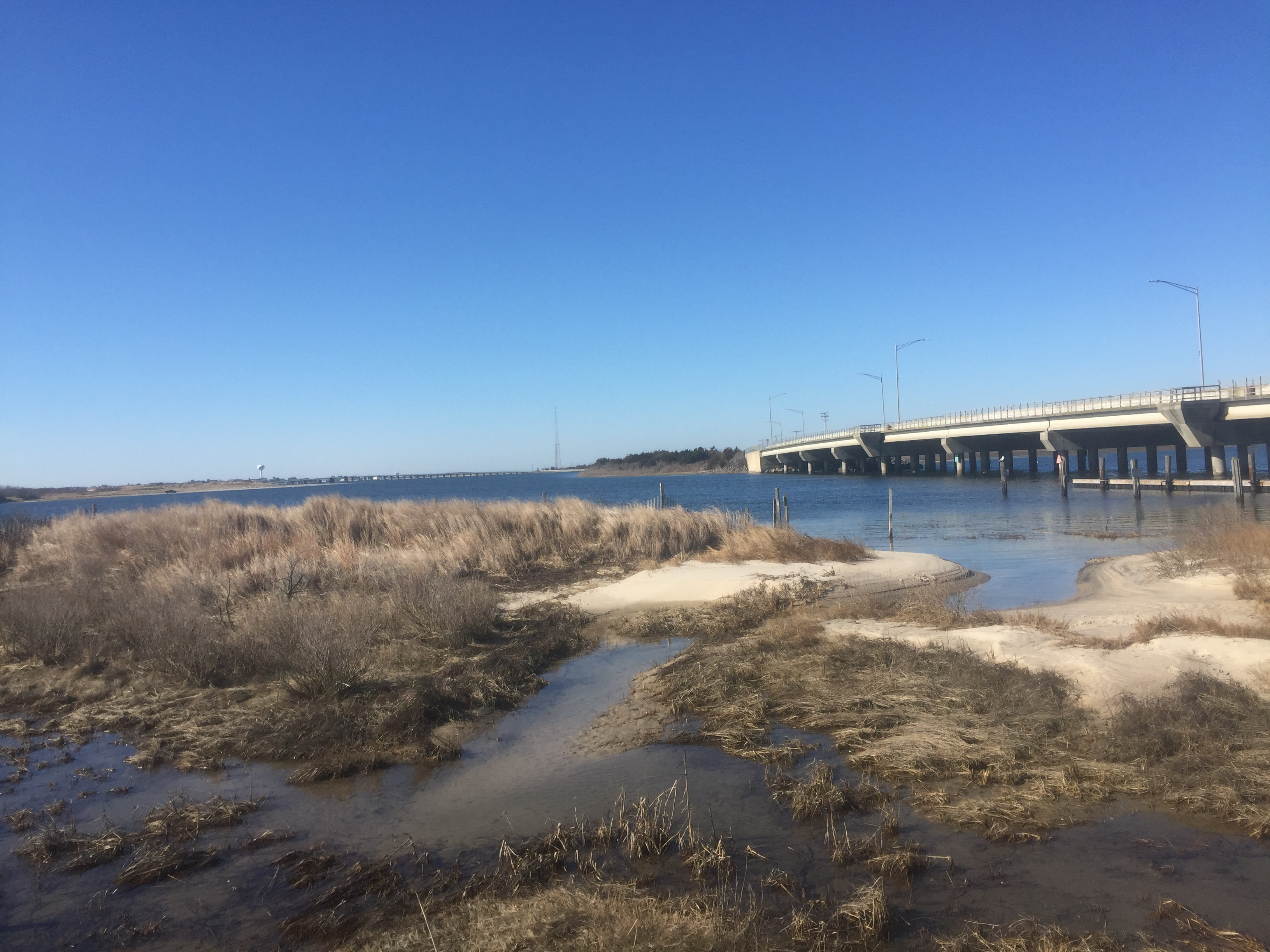
Parc estatal Corson's Inlet a la costa de Jersey

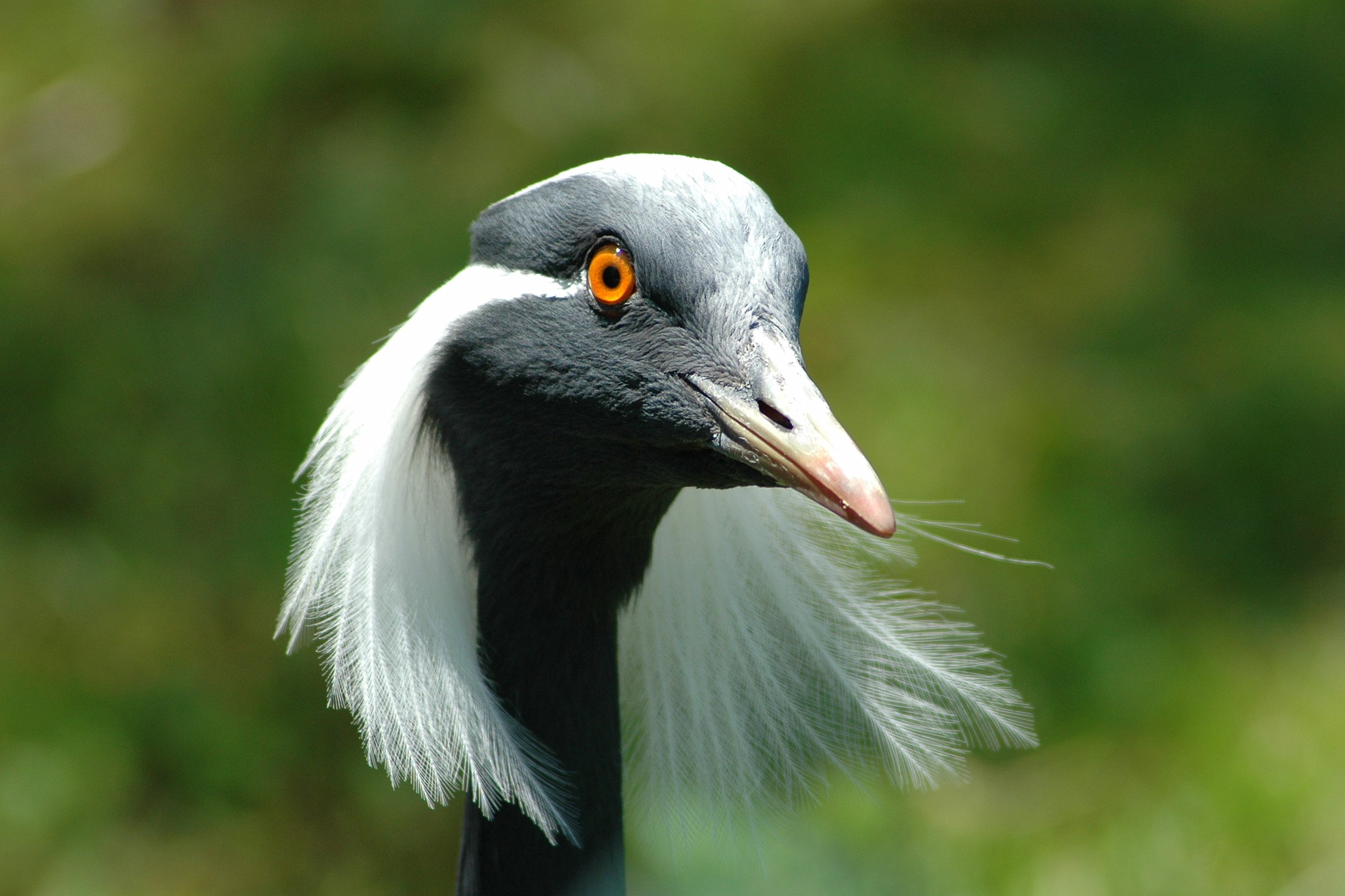
Una grua damisel·la al Parc i Zoo del Comtat de Cape May

A partir del 2015 el 49% dels terrenys del comtat de Cape May eren espais oberts preservats. El 9 de novembre de 1989, els votants del comtat de Cape May van aprovar l'impost de preservació d'espais oberts, que genera 4,9 milions de dòlars cada any. Des de llavors, el programa ha gastat 65 milions de dòlars per preservar espais oberts, terres de conreu i llocs històrics.
El bosc estatal de Belleplain s'establí el 1928 al nord-oest del comtat de Cape May i al comtat adjacent de Cumberland, i consta de 21,254 acres (8,601 ha) de pins joves, roures i Chamaecyparis thyoides. El parc estatal Corson's Inlet s'establí el 1969 a l'extrem sud d'Ocean City per a protegir i preservar una de les últimes zones de terra sense construir a la costa de Nova Jersey. El parc estatal de Cape May Point es va establir a l'extrem sud del comtat el 1974, després d'haver estat anteriorment usat com a base militar fins que la Tempesta del Dimecres de Cendra de 1962 va danyar les instal·lacions. Hi ha 10 àrees de gestió de la vida silvestre al comtat, entre elles Peaslee, que s'estén fins al veí comtat de Cumberland, i Tuckahoe/MacNamara, que s'estén fins al veí comtat d'Atlantic.
El 1942 el comtat rebé una donació de 40 acres (16 ha) de terreny boscós, que tenia instal·lacions del 4-H. El novembre del 1962 els residents del comtat aprovaren en un referèndum crear una comissió de parcs, que s'establí el 1967 per mantenir els parcs del comtat. Els terrenys donats el 1942 es convertiren en Park Central, i ara tenen més de 200 acres (81 ha). El 1978 es creà el Parc i Zoo del Comtat de Cape May dins de Park Central, que alberga 250 espècies d'animals. El proper Cape May County Park East té pistes de bàsquet i tennis. Park North és el santuari de vida silvestre Richard M. Cameron, situat a Palermo. Park South és la reserva natural de Fishing Creek, que té 1,700 acres (690 ha) de zones humides i senders. Les 93 acres (38 ha) el parc estatal pendent de desenvolupar de Great Sound és al township de Middle.
El 1978 la Reserva Nacional de Pinelands de Nova Jersey esdevingué la primera Reserva Nacional dels Estats Units, una regió d' 1,100,000 acres (450,000 ha) al South Jersey que abasta set comtats, inclòs el de Cape May. La llei, i la legislació suplementària de la legislatura de Nova Jersey, crearen la Pinelands Commission, que gestiona el creixement a Pine Barrens i coordina els governs federal, estatal i local. Cada comtat nomena un comissionat i, des del gener de 2018, l'alcalde de Woodbine, William Pikolycky, ha representat el comtat. Des del 1988 fins al 2011, el Servei de Parcs Nacionals va gestionar la Ruta del Sender Patrimonial Costaner de Nova Jersey, que promovia la conscienciació i la protecció de gairebé 300 mi (480 km) de la costa de Nova Jersey. El 1989 s'establí el Refugi Nacional de Vida Silvestre de Cape May a partir de terrenys comprats per Nature Conservancy, i ha crescut en mida des de la seva creació.

### Cerveseries, destil·leries i cellers
La cerveseria Cape May Brewing Company obrí les portes el 2011 a l'aeroport de Cape May, i el 2015 era la tercera cervesera més gran de Nova Jersey. Tuckahoe Brewing també va obrir el 2011 a Ocean View, però es va traslladar a unes instal·lacions més grans a Egg Harbor Township, al veí comtat d'Atlantic, el 2015. El 2015 Slack Tide Brew va obrir a Clermont. El 2016 Ludlam Island Brewery s'instal·là a l'antiga ubicació de Tuckahoe Brewing, després d'intentar instal·lar-se a Sea Isle City. També el 2016 Cold Spring Brewing començà a treballar en un graner des del 1804, com a part del Historic Cold Spring Village, i 7 Mile Brewery obrí a Cape May Court House. El 2017 s'inaugurà Avalon Brew Pub a Avalon, i Bucket Brigade Brewery va obrir a Cape May Court House. Mudhen Brewery obrí a Wildwood l'abril de 2018. La Gusto Brewery obrí el desembre de 2018 a North Cape May.

La primera destil·leria que s'obrí al comtat des de l'època de la prohibició fou Lazy Eye Distillery, que obrí una segona instal·lació a Wildwood el 2015 després d'obrir la primera al comtat d'Atlantic el 2014. El mateix any s'obrí Cape May Distillery a Green Creek. El 2017 Nauti Spirits va obrir a Cape May en una granja amb 60 acres (24 ha).
El 2007 el Departament d'Agricultura de Nova Jersey designà els comtats d'Atlantic, Cape May, Cumberland i Ocean com a Àrea Vitícola Americana de la Plana Costanera Exterior (AVA), reconeixent la zona adequada per al cultiu de la vinya. A finals del 2014 els cellers locals van buscar una AVA distinta de la península de Cape May. L'any 2015 hi havia sis cellers al comtat. El 1995 s'obrí a North Cape May el primer celler comercial del comtat: Cape May Winery Vineyard. el 2004 obrí al públic a North Cape May Turdo Vineyards Winery. El 2007 obrí Natali Vineyards a la secció de Goshen de Middle Township. El 2009 obrí al públic Hawk Haven Vineyard & Winery a la secció de Rio Grande de Lower Township. El 2012 obrí a Cape May Court House Jessie Creek Winery, i el mateix any, obrí a West Cape May Willow Creek Winery.

## Transport

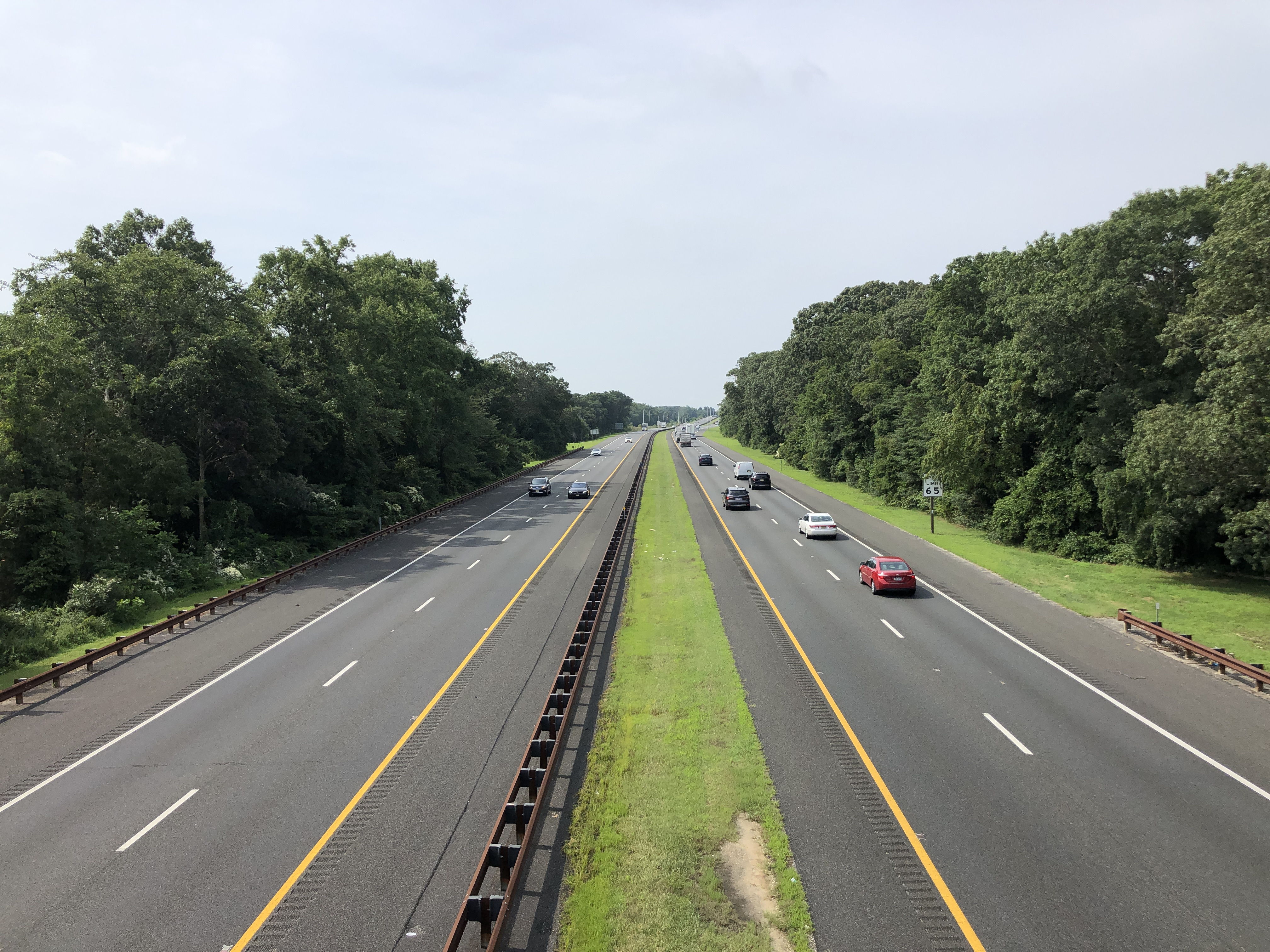
Garden State Parkway en direcció sud al comtat de Cape May

A finals del segle xvii la població indígena ja havia teixit una xarxa de camins arreu del comtat de Cape May. El 1695 John Somers començà a gestionar el primer servei de ferri entre Great Egg Harbor Bay i Beesley's Point, al comtat de Cape May. els residents del comtat de Cape May sufragaren la construcció d'una carretera que anava des de Cape May fins al ferri de Beesley's Point, que es construí entre 1697 i 1707, i que després fou prolongada fins a Burlington. Es van construir carreteres arreu del comtat per connectar amb els jutjats, però a les zones baixes aquestes rutes eren carreteres pavimentades amb troncs. El 1803 empresaris locals construiren la Dennis Creek Causeway, que més tard esdevindria la NJ 47, cosa que va contribuir al creixement de les ciutats al llarg de la badia de Delaware, tot i que sovint els viatgers arribaven al comtat amb vaixell de vapor.
L'agost de 1863 s'inaugurà la línia ferroviària de Cape May i Millville, que connectava el comtat més ràpidament amb llocs del nord-oest. El ferrocarril transportava mercaderies des de les nombroses granges del comtat i afavoria l'arribada de més gent, contribuint al desenvolupament de centres turístics costaners. Els viatgers sovint duien el dinar en caixes de sabates, cosa que els va valer el sobrenom de "shoobies".El 1892 gran part del comtat ja era accessible per via ferroviària, entre aquestes totes les illes barrera. El 1893 s'afegí una segona línia de ferrocarril que connectava Cape May amb un ramal de la línia ferroviària Atlantic City Line que anava d'Atlantic City a Camden. A la dècada del 1890 el ciclisme es popularitzà al comtat, i els ciclistes pressionaren amb èxit el comtat perquè construís millors carreteres. Entre 1900 i 1915 el govern del comtat construí més de 160 quilòmetres de pistes de grava, un fet promocionat en un fullet informatiu del comtat, però també causa de controvèrsies. L'enginyer del comtat N. C. Price fou destituït el 1903 per les acusacions d'usar materials deficients i les elevades despeses, i el 1921, dos propietaris foren empresonats per frau contra el comtat, cosa que va resultar en una junta de propietaris més petita.

El 1916 la legislatura de Nova Jersey creà el sistema d'autopistes estatals, assumint-ne la responsabilitat del manteniment i la construcció de les principals carreteres.  El 1917 la carretera entre Cape May i Seaville es va convertir en la Ruta 14, que fou rebatejada com a Ruta 4 el 1927, i més tard com a US 9 a la dècada del 1940. La carretera travessava l'estat de punta a punta i connectava el comtat de Cape May amb el comtat d'Atlantic a través del pont de Beesley's Point, construït el 1928. Del 1934 al 1946 la Comissió de Ponts del Comtat de Cape May emeté bons i assegurà el finançament per a la construcció de cinc ponts de peatge per connectar les illes barrera entre si. A la dècada del 1950 s'establiren les rutes estatals 47, 49, 50, 52 i 83, que unien diverses municipalitats.
El 1956 s'inaugurà Great Egg Harbor Bridge, que unia el comtats d'Atlantic i Cape May i els punts nord i oest a través de la Garden State Parkway. El 1973 s'inaugurà un pont paral·lel per a desviar el trànsit que es dirigia cap al nord a la Garden State Parkway. Per aquesta carretera arriben centenars de milers de persones al comtat durant l'estiu. L'autovia travessa el comtat al llarg de tota la seva longitud i té el seu extrem sud, conegut com a Exit Zero (sortida zero), a Lower Township, connectant amb la U. S. Route 9, El 1964 començà a funcionar el ferri de Cape May a Lewes, amb una capacitat de transport de fins a 100 cotxes i 800 persones a la seva flota de cinc vaixells. El 1971 la ruta 147 substituí les carreteres del comtat per la carretera de North Wildwood a la US 9, i el mateix any s'obrí la ruta 162 sobre un nou pont que superava el Cape May Canal. El 1972 la US 9 canvià el seu destí sud de Cape May al ferri; l'antic traçat fou rebatejat com a Ruta 109.yyyyy La ruta 347 fou designada a la dècada del 1990 com a ruta alternativa a la ruta 47.
El comtat té 1,036.15 milles (1,667.52 km) de carreteres, de les quals 730.07 milles (1,174.93 km) són mantingudes pel municipi local, 200.98 milles (323.45 km) pel comtat de Cape May, 74.18 milles (119.38 km) pel Departament de Transport de Nova Jersey i 30.92 milles (49.76 km) per l'Autoritat de les Autopistes de Nova Jersey. Hi ha 23 ponts propietat del comtat, entre aquests una sèrie de calçades i ponts que connecten les cinc illes barrera amb el continent.
Al comtat hi ha certa presència de transport públic, malgrat que el trànsit massiu durant els mesos d'estiu provoqui congestió viària. Els autobusos de NJ Transit gestionen diverses les línies dins i fora del comtat: 313, 315, 316, 319, 507, 509, 510 i 552.  Great American Trolley Company gestiona tramvies privats a les localitats de Cape May, Wildwoods i Ocean City. El comtat també té un sistema de transport gratuït per a poblacions amb dificultats econòmiques. Hi ha tres aeroports al comtat, el més antic dels quals és l'aeroport municipal d'Ocean City, inaugurat el 1937. El 1941 s'inaugurà l'aeroport de Cape May a unes 5 mi (8.0 km) al nord de Cape May, originalment com a Estació Aèria Naval de Wildwood. L'aeroport municipal de Woodbine va obrir les portes el 1945.
El 2009 l'àrea estadística metropolitana d'Ocean City, que abasta tot el comtat de Cape May, es posicionà com la sisena més alta dels Estats Units pel que fa al percentatge de persones que van a peu a la feina (8,4%).